# Поливановское сельское поселение
Полива́новское се́льское поселе́ние — муниципальное образование в составе Барышского района Ульяновской области. Административный центр — посёлок Поливаново.

## Население
| 2010  | 2012  | 2013  | 2014  | 2015  | 2016  | 2017  |
| ----- | ----- | ----- | ----- | ----- | ----- | ----- |
| 3027  | ↘2971 | ↘2940 | ↘2916 | ↘2850 | ↘2807 | ↘2750 |
| 2018  | 2019  | 2020  | 2021  |       |       |       |
| ↘2685 | ↘2604 | ↘2544 | ↘2445 |       |       |       |

## Состав сельского поселения
В состав поселения входят 6 населённых пунктов: 3 села, 2 деревни и 1 посёлок.
| № | Населённый пункт     | Тип населённого пункта          | Население |
| - | -------------------- | ------------------------------- | --------- |
| 1 | Акшуат               | село                            | 1515      |
| 2 | Водорацк             | село                            | 344       |
| 3 | Водорацкие Выселки   | деревня                         | 27        |
| 4 | Екатериновка         | деревня                         | 71        |
| 5 | Мордовская Темрязань | село                            | 77        |
| 6 | Поливаново           | посёлок, административный центр | 993       |

## Флаг
На флаге Поливановского сельского поселения изображён малый родовой герб Поливановых.